# Feia dabra
Feia dabra és una espècie de peix de la família dels gòbids i de l'ordre dels perciformes.

## Morfologia
- Els mascles poden assolir 1,9 cm de longitud total i les femelles 1,77.[4]

## Hàbitat
És un peix marí, de clima tropical i associat als esculls de corall que viu entre 0-24 m de fondària.

## Distribució geogràfica
Es troba al Pacífic occidental: Palau.

## Observacions
És inofensiu per als humans.